# Miyazaki Hayao no Zassō nōto
Miyazaki Hayao no Zassō nōto (littéralement « Notes des rêveries de Hayao Miyazaki ») est un livre compilant toutes les contributions manga de Hayao Miyazaki à plusieurs magazines d'anime/manga pendant les années 1980 et au début des années 1990. Il est publié par la maison d'édition Dainippon Kaiga en 1992, et réédité en 1997. La première édition n'inclut pas Hikōtei jidai et aucune des deux n'inclut Hans no kikan.

## Œuvres incluses
1. Shirarezaru Kyojin no Mattei
2. Kōtetsu no Ikuji
3. Tahōtō no Deban
4. Noufu no Me
5. Ryū no Kōtetsu
6. Kyūshū Jōkū no Jūgōsakuki
7. Kōshahōtō
8. Q-ship
9. Anshōmaru Monogatari
10. London Jōkuu 1918-nen
11. Saihin Zensen
12. Hikōtei jidai
13. Buta no Tora